# Igarapé do Meio
Igarapé do Meio este un oraș în unitatea federativă Maranhão (MA), Brazilia.